# 青春之箱漫畫章節列表
青春之箱漫畫章節列表列出日本漫畫《青春之箱》每一話的標題以及刊載期號。相關翻譯使用台灣東立出版社在《寶島少年》的官方譯名。

## 單行本已收錄
- 「卷彩」表示有卷頭彩頁（巻頭カラー）
- 「中彩」表示有中央彩頁（センターカラー）

| 1. 千夏學姊（，Chinatsu-senpai）（《週刊少年Jump》2021年19號）卷彩 2. 請妳去參加高中大賽吧！（，Intāhai Itte Kudasai）（2021年20號）中彩 3. 裝作不認識（，Tanin no Furi）（2021年21·22合併號） 4. 天選之人（，Erabareshi Mono）（2021年23號） | 1. 稱呼方式（，Yobikata）（2021年24號） 2. 一步也好（，Ippo de mo）（2021年25號） 3. 沒問題（，Daijōbu）（2021年26號）中彩 |

| 1. 雙打（，Daburusu）（2021年27號） 2. 運動服（，Jāji）（2021年28號） 3. 前夕（，Zenjitsu）（2021年29號） 4. 地區預賽（，Chiku Yosen）（2021年30號） 5. 要是他贏了…（，Aitsu ga Kattara）（2021年31號） | 1. 約會（，Dēto）（2021年32號）卷彩 2. 水族館（，Suizokukan）（2022年33·34合併號） 3. 普通的女孩子（，Futsū no Joshi）（2021年35號） 4. 志同道合（，Dōshi）（2022年36·37合併號） |

| 1. 沒問題（，Mondai Nai Desu）（2021年38號） 2. 替我加油（，Ganbare tte Itte）（2021年39號）中彩 3. 我幫你拿東西吧（，Nimotsu O-hakobi Shimasu）（2021年40號） 4. 偷聽（，Nusumigiki）（2021年41號） 5. 給我一個吧？（，Hitotsu Chōdai?）（2021年42號） | 1. 得分！（，Ippon!）（2021年43號）中彩 2. 一定要進！（，Zettai Ireru!）（2021年44號） 3. 這就是運動比賽（，Sore ga Supōtsu Daro）（2021年45號） 4. 辛苦了（，O-tsukare-sama）（2021年46號） |

| 1. 替他加油（，Ōen Suru yo）（2021年47號）卷彩 2. 有機會（，Myaku Ari）（2021年48號） 3. 自己家（，Jibun no Ie）（2021年49號） 4. 不太好（，Yoku Nai Koto）（2021年50號） 5. 接近（，O-chikazuki ni）（2021年51號）中彩 | 1. 是約會嗎？（，O-dēto Deshō ka）（2021年52號） 2. 太難看了！（，Dasai zo!!）（2022年1號） 3. 黑馬爆冷門獲勝的劇情（，Ōana ga Kachi o Sarau Tenkai）（2022年2號） 4. 女生都是這樣嗎（，Onnanoko tte）（2022年3·4合併號） |

| 1. 有趣的東西（，Omoshiroi Mono）（2022年5·6合併號）中彩 2. 該走了（，Ikanai to）（2022年7號） 3. 喂喂——（，Moshi Mōshi）（2022年8號） 4. 撩人（，Hitotarashi）（2022年9號） 5. 實驗中（，Jikken-chū）（2022年10號） | 1. 帥氣的是…（，Kakkoii no wa）（2022年11號）中彩 2. 我想要來回對打（，Rarī Shitai Desu）（2022年12號） 3. 那是不可能的（，Muri na O-hanashi）（2022年13號） 4. 這是什麼邏輯？（，Dōiu Bunmyaku?）（2022年14號） |

| 1. 沒有實現（，Kanattenai yo）（2022年15號）中彩 2. 8月26日（，Hachigatsu Nijūrokunichi）（2022年16號） 3. 8月26日②（，Hachigatsu Nijūrokunichi 2）（2022年17號） 4. 8月26日③（，Hachigatsu Nijūrokunichi 3）（2022年18號） 5. 如果差一年（，Ichinen Chigaeba）（2022年19號）卷彩 | 1. 之後晨練見（，Mata Asaren de）（2022年20號） 2. 心機女（，Zurui Onna）（2022年21·22合併號） 3. 現在這樣就好（，Kono Kurai ga Chōdo Ii）（2022年23號） 4. 會想看吧？（，Mitai Desho）（2022年24號） |

| 1. 你做得很好（，Yoku Yatteru yo）（2022年25號） 2. 補給水分（，Suibun Hokyū）（2022年26號） 3. 豬股（，Inomata-kun）（2022年27號）中彩 4. 我算哪根蔥（，Nanisama da yo）（2022年28號） 5. 我知道（，Watashi wa Shitteru）（2022年29號） | 1. 右邊或左邊（，Migi to Hidari）（2022年30號） 2. 沒做啦（，Shitenai Desu yo）（2022年31號）中彩 3. 一起去看吧（，Mi ni Ikō yo）（2022年32號） 4. 我已經有約了（，Yotei Arun da）（2022年33號） |

| 1. 妳剛說什麼？（，Nante Iimashita?）（2022年34號） 2. 把力量借給我吧！（，Chikara o Kashite yo!）（2022年35號） 3. 以好朋友的身分（，Shinyū to Shite）（2022年36·37合併號）中彩 4. 問題不在那裡（，Soko ja Nai）（2022年38號） 5. 有事可以找我商量（，Hanashi nara Kiku zo）（2022年39號） | 1. 未到花開時（，Hana ga Saku Made）（2022年40號）中彩 2. 女子經理（，Joshi Manējā）（2022年41號） 3. 豬大！（）（2022年42號） 4. 令人期待的活動（，Wakuwaku Ibento）（2022年43號） |

| 1. 聯合集訓（，Gōdō Gasshuku）（2022年44號）卷彩 2. 不停打轉（，Guruguru）（2022年45號） 3. 我都知道（，Ore wa Wakatteru）（2022年46號） 4. 不需要（，Iranai no）（2022年47號） 5. 雲霄飛車（，Jettokōsutā）（2022年48號） | 1. 打算要說（，Iu Tsumori）（2022年49號） 2. 儘管如此（，Sore de mo）（2022年50號） 3. 你也是吧（，Omae mo Daro）（2022年51號） 4. 去買運動服（，Jāji Kai ni）（2022年52號）中彩 5. 這就是我（，Sore ga Watashi na no de）（2023年1號） |

| 1. 想讓你吃看看（，Tabete Hoshikute）（2023年2號） 2. 痛處（，Itai Tokoro）（2023年3號） 3. 既視感（，Dejabu）（2023年4·5合併號） 4. 什麼樣的心情（，Don'na Kimochi）（2023年6·7合併號） 5. 因為我討厭她（，Kirai Da kara）（2023年8號）中彩 | 1. 嚮往（，Akogare）（2023年9號） 2. 藉口與大道理（，Iiwake to Seiron）（2023年10號） 3. 再這樣下去是不行的（，Konomama ja Dame Da yo）（2023年11號） 4. 夢佳妳…（，Yumeka tte）（2023年12號） 5. 同一件事（，Hitotsu no Koto Da yo）（2023年13號）中彩 |

| 1. 最強的感情（，Saikyō no Kanjō）（2023年14號） 2. 難過的時候（，Tsurai Toki ni wa）（2023年15號）卷彩 3. 必須要撕下來（，Hagitotte Ikanai to）（2023年16號） 4. 兩年嗎…（，Ni-nen ka?）（2023年17號） 5. 我回來了（，Modotte Kita yo）（2023年18號） | 1. 聖誕夜（，Kurisumasu Ibu）（2023年19號）中彩 2. 變奇怪了？（，Okashiku Natta?）（2023年20號） 3. 年關（，Toshi no Se）（2023年21·22合併號） 4. 別猶豫（，Tamerau-na）（2023年23號） |

| 1. 想見一面（，Aitai na）（2023年24號） 2. 今天也…（，Kyō mo）（2023年25號） 3. 很漂亮吧（，Kirei Desho）（2023年26號）中彩 4. 因為有話要說（，Hanashitai Koto ga Aru kara）（2023年27號） 5. 1月4日中午（，Ichigatsu Yokka Hiru）（2023年28號） | 1. 保密吧（，Himitsu ni Shiyō）（2023年29號） 2. 好緊張（，Kinchō Shitete）（2023年30號）中彩 3. 有小千風格的戀情（，Chiirashii Koi）（2023年31號） 4. 早就分出勝負了吧（，Ketchaku Tsuita Desho）（2023年32號） |

| 1. 1月15日（，Ichigatsu Jūgonichi）（2023年33號） 2. 訪問（，Intabyū）（2023年34號）中彩 3. 獎勵（，Go-hōbi）（2023年35號） 4. 已經整理好思緒了嗎（，Seiri Dekita nda）（2023年36·37合併號） 5. 太可惜了（，Mottainakute）（2023年38號）卷彩 | 1. 挑戰者（，Chōsensha）（2023年39號） 2. 幸運（，Rakkī）（2023年40號） 3. 太失禮了（，Shitsurei Deshou）（2023年41號）中彩 4. 大一步（，Dai Ippo）（2023年42號） |

| 1. 那種人（，Sō Iu Hito）（2023年43號） 2. 差一點誤會（，Kanchigai Suru Tokoro Datta）（2023年44號） 3. 不得了的人（，Tondemonai no ga）（2023年45號）中彩 4. 學長加油（，Ganbare Senpai）（2023年46號） 5. 表現的機會（，Ude no Misedokoro）（2023年47號） | 1. 學年的差別這種東西（，Gakunensa nante）（2023年48號） 2. 值得高興（，Yorokobashii Koto）（2023年49號） 3. 那個意思（，Sō Iu Koto）（2023年50號） 4. 照我們的步調（，Oretachi no Taimingu de）（2023年51號）卷彩 |

| 1. 真令人興奮（，Furueru ne）（2023年52號） 2. 與兵藤學長一起（，Hyōdō-san to）（2024年1號） 3. 透過正當的努力（，Tadashii Doryoku de）（2024年2號） 4. 借用（，Haishaku Shimasu）（2024年3號） 5. 沒這回事對吧？（，Sonna Koto Nai Desu yo ne）（2024年4·5合併號）中彩 | 1. 我知道（，Wakatteru yo）（2024年6·7合併號） 2. 為什麼…（，Nan de...?）（2024年8號） 3. 請上來（，Notte Kudasai）（2024年9號） 4. 沒這回事（，Sonna Koto Nai Desu）（2024年10號） |

| 1. 加油榮明（，Faito Eimei）（2024年11號）中彩 2. 背她的人（，Onbu no Hito）（2024年12號） 3. 羽球之日（，Badominton no Hi）（2024年13號） 4. 努力做的事情（，Yatte Kita Koto）（2024年14號） 5. 身為學長的想法（，Senpai to shite no Omoi）（2024年15號） | 1. 加油！（，Ganbare）（2024年16號）卷彩 2. 最後一回合（，Fainaru Gēmu）（2024年17號） 3. 彈額頭（，Dekopin）（2024年18號） 4. 覆蓋上去吧（，Uwagaki Shiyokka）（2024年19號） |

| 1. 果然好強（，Yappari Tsuē）（2024年20號） 2. 彼此彼此（，O-tagai-sama Desu）（2024年21號）中彩 3. 秘密的對象（，Himitsu no O-aite）（2024年22·23合併號） 4. 沒跟他分手的話（，Wakaretenakya）（2024年24號） 5. 體貼的方式（，Yasashisa no Tefuda）（2024年25號） | 1. 最後的煙火（，Saigo no Hanabi）（2024年26號）中彩 2. 「你好」（，Konnichi wa）（2024年27號） 3. 就是因為重要（，Taisetsu Da kara koso）（2024年28號） 4. 不吃冰（，Aisu o Tabenai）（2024年29號） |

| 1. 那個體育館（，Ano Hako ni wa）（2024年30號）中彩 2. 是不是（，Moshi ka Shite）（2024年31號） 3. 獲勝（，Katsu Koto ga）（2024年32號） 4. 夏天的海邊（，Natsu no Umi）（2024年33號） 5. 10戰（，Juppon Shōbu）（2024年34號）中彩 | 1. 今天的主角（，Kyō no Shuyaku）（2024年35號） 2. 心願（，Negaigoto）（2024年36·37合併號） 3. 承蒙照顧了（，Tanoshime yo）（2024年38號）中彩 4. 挺不錯的（，Ii ka mo）（2024年40號） |

| 1. 有人遇到危機的時候就會出現（，Dareka no Pinchi ni Arawareru）（2024年41號） 2. 真是笨拙（，Bukiyō da yo）（2024年42號） 3. 鬼屋（，O-bake Yashiki）（2024年43號） 4. 這個感覺（，Kono Kimochi wa）（2024年44號）卷彩 5. 如果還來得及（，Mada Maniau nara）（2024年45號） | 1. 這就是我（，Kore ga Watashi da）（2024年46號） 2. 印章（，Sutanpu）（2024年47號） 3. 一年後（，Are kara Ichi-nen）（2024年48號）中彩 4. 放棄了嗎？（，Akirametsuita?）（2024年49號） |

| 1. 眼前的「現在」（，Me no Mae no" ima"）（2024年50號） 2. 請讓我分擔（，Mota sete Kudasai）（2024年51號） 3. 只有籃球（，Basuke dake）（2024年52號） 4. 是個孩子（，Kodomo na nda）（2025年1號）中彩 5. 想維持戀人關係（，Koibito de Itai）（2025年2號） | 1. 形影不離（，Kaka Senakatta）（2025年3號） 2. 謝謝（，Arigato ne）（2025年4·5合併號） 3. 幻影（，Maboroshi）（2025年6·7合併號）中彩 4. 得到回報（，Mukuwa sete Ageru nda）（2025年8號）卷彩 |

| 1. 不會再失手了。（，Mō Hazusanai）（2025年9號） 2. 快要喜極而泣（，Naki-sōna Hodo Tanoshī nda）（2025年10號） 3. 打籃球吧（，Basuke Shiyō）（2025年11號） 4. 家長公認（，Oya Kōninda ne）（2025年12號） 5. 不妙啊（，Yabai Yone）（2025年13號）中彩 | 1. 希望別覺得寂寞（，Sabishikunai to ī na）（2025年14號） 2. 陪伴在身邊（，Soba ni ite agete ne）（2025年15號） 3. 感到寂寞的時候（，Sabishī Toki ni）（2025年16號）卷彩 4. 請多指教（，Onegai Shimasu）（2025年17號） |

## 單行本未收錄
1. 命運這種東西（Unmei Nante）（2025年18號）
2. 輪到你了（Omae no Banda）（2025年19號）
3. 承蒙照顧了（Osewa ni Narimashita）（2025年20號）
4. 新年快樂（Akemashite）（2025年21號）中彩
5. 幸福的正面（Shiawase no Shōmen ni）（2025年22·23合併號）
6. 待在這裡（Kokoniyo）（2025年24號）
7. 我喜歡你（Suki）（2025年25號）中彩
8. 慢慢的（Jojoni）（2025年26號）
9. 必須主動（Semenaito）（2025年28號）
10. 著想（Yorisotte）（2025年29號）
11. 希望能夠拉近距離（Chikadzuketara ī na）（2025年30號）中彩
12. 珍惜（Taisetsu ni）（2025年31號）
13. 照我的方式（Watashi no Mama）（2025年32號）
14. 拼圖（Jigusō Pazuru）（2025年33號）
15. 可能性（Kanōsei ni）（2025年34號）中彩
16. 妳在幹嘛（Nani Shite nda yo）（2025年35號）
17. —（Madana Iyo）（2025年36·37合併號）
18. —（Okaeri）（2025年38號）中彩

## 備註
1. ↑  可能與单行本有所出入。